# Хайнрих XI фон Ройс-Грайц
Хайнрих XI/XII фон Ройс-Грайц Стари (на немски: Heinrich XI. Reuss von Greiz; * ок. 1455; † ок. 1 март 1500/ пр. 7 юли 1502) е благородник от фамилията Ройс (Ройс-Грайц старата линия), господар на Грайц (1476 – 1502), фогт на Ройс-Плауен.
Той е син на Хайнрих IX фон Ройс-Грайц († 1476), господар на Плауен, Хинтершлос и Грайц (1426 – 1476), господар на Кранихфелд (1462 – 1476), съветник на Курфюрство Саксония (1449 – 1455), и съпругата му Магдалена фон Шварценберг († 1485), дъщеря на фрайхер Еркингер I фон Шварценберг (1362 – 1437) и втората му съпруга Барбара фон Абенсберг († 2 ноември 1448), дъщеря на Йобст фон Абенсберг († 1428) и графиня Агнес фон Шаунберг († 1412).

## Фамилия
Хайнрих XI фон Ройс-Грайц Стари се жени на 2/7 юли 1496 г. за Катарина Ройс фон Гера († сл. 23 май 1505), дъщеря на Хайнрих XII фон Гера-Шлайц-Райхенфелс, Заалбург-Бургк († 1500) и Хедвиг фон Мансфелд († сл. 1477). Те имат две дъщери:
- Катарина Ройс († сл. 1555), омъжена на 25 юли 1529 г. за Дитрих фон Плесе († 22 май 1571, замък Плесе)
- Кунигунда Ройс († 1537), приорес в манастир Кроншвиц (1527 - 1536).